# Mistrovství světa v judu 2015 – muži – pololehká váha (-66 kg)
Zápasy v judu na XL. mistrovství světa v kategorii pololehkých vah mužů proběhly v Astaně, 25. srpna 2015.

## Finále
| finále           |          |
| ---------------- | -------- |
| An Pa-ul         | An Pa-ul |
| Michail Puljajev | An Pa-ul |

## Opravy / O bronz
Poražení čtvrtfinalisté se utkávají mezi sebou v opravách. Vítězové oprav následně vyzvou poražené semifinalisty v boji o bronzovou medaili.
| opravy                  | o bronz                 |               |
| ----------------------- | ----------------------- | ------------- |
| Elio Verde              | Rišad Sabirov           | Rišad Sabirov |
| Rišad Sabirov           | Rišad Sabirov           | Rišad Sabirov |
|                         | Jeldos Žumakanov        | Rišad Sabirov |
| Sebastian Seidl         | Davádordžín Tömörchüleg | Golan Polak   |
| Davádordžín Tömörchüleg | Davádordžín Tömörchüleg | Golan Polak   |
|                         | Golan Polak             | Golan Polak   |

## Pavouk
|   | 1/64                   | 1/32                    | 1/16                    | čtvrtfinále             | semifinále       | finále           |
| - | ---------------------- | ----------------------- | ----------------------- | ----------------------- | ---------------- | ---------------- |
| A | volný los              | Giorgi Zantaraija       | Golan Polak             | Golan Polak             | Golan Polak      | An Pa-ul         |
| A | volný los              | Giorgi Zantaraija       | Golan Polak             | Golan Polak             | Golan Polak      | An Pa-ul         |
| A | Golan Polak            | Golan Polak             | Golan Polak             | Golan Polak             | Golan Polak      | An Pa-ul         |
| A | David Ramírez          | Golan Polak             | Golan Polak             | Golan Polak             | Golan Polak      | An Pa-ul         |
| A | Loïc Korval            | Loïc Korval             | Loïc Korval             | Golan Polak             | Golan Polak      | An Pa-ul         |
| A | Azamat Mukanov         | Loïc Korval             | Loïc Korval             | Golan Polak             | Golan Polak      | An Pa-ul         |
| A | Imad Basu              | Imad Basu               | Loïc Korval             | Golan Polak             | Golan Polak      | An Pa-ul         |
| A | Ruslan Džanybekúlu     | Imad Basu               | Loïc Korval             | Golan Polak             | Golan Polak      | An Pa-ul         |
| A | Nidžat Šichalizade     | Nidžat Šichalizade      | Nidžat Šichalizade      | Elio Verde              | Golan Polak      | An Pa-ul         |
| A | Bruno Luzia            | Nidžat Šichalizade      | Nidžat Šichalizade      | Elio Verde              | Golan Polak      | An Pa-ul         |
| A | Mathews Punza          | Antoine Bouchard        | Nidžat Šichalizade      | Elio Verde              | Golan Polak      | An Pa-ul         |
| A | Antoine Bouchard       | Antoine Bouchard        | Nidžat Šichalizade      | Elio Verde              | Golan Polak      | An Pa-ul         |
| A | Fouad Anass            | Ilija Ciganović         | Elio Verde              | Elio Verde              | Golan Polak      | An Pa-ul         |
| A | Ilija Ciganović        | Ilija Ciganović         | Elio Verde              | Elio Verde              | Golan Polak      | An Pa-ul         |
| A | Sinan Sandal           | Elio Verde              | Elio Verde              | Elio Verde              | Golan Polak      | An Pa-ul         |
| A | Elio Verde             | Elio Verde              | Elio Verde              | Elio Verde              | Golan Polak      | An Pa-ul         |
| B | volný los              | Dmitrij Šeršaň          | An Pa-ul                | An Pa-ul                | An Pa-ul         | An Pa-ul         |
| B | volný los              | Dmitrij Šeršaň          | An Pa-ul                | An Pa-ul                | An Pa-ul         | An Pa-ul         |
| B | An Pa-ul               | An Pa-ul                | An Pa-ul                | An Pa-ul                | An Pa-ul         | An Pa-ul         |
| B | Carlos Tondique        | An Pa-ul                | An Pa-ul                | An Pa-ul                | An Pa-ul         | An Pa-ul         |
| B | Jayme Mata             | Kamal Chan-Magomedov    | Chašbátaryn Cagánbátar  | An Pa-ul                | An Pa-ul         | An Pa-ul         |
| B | Kamal Chan-Magomedov   | Kamal Chan-Magomedov    | Chašbátaryn Cagánbátar  | An Pa-ul                | An Pa-ul         | An Pa-ul         |
| B | Chašbátaryn Cagánbátar | Chašbátaryn Cagánbátar  | Chašbátaryn Cagánbátar  | An Pa-ul                | An Pa-ul         | An Pa-ul         |
| B | Fernando González      | Chašbátaryn Cagánbátar  | Chašbátaryn Cagánbátar  | An Pa-ul                | An Pa-ul         | An Pa-ul         |
| B | Masaši Ebinuma         | Masaši Ebinuma          | Masaši Ebinuma          | Rišad Sabirov           | An Pa-ul         | An Pa-ul         |
| B | Diogo Cesar            | Masaši Ebinuma          | Masaši Ebinuma          | Rišad Sabirov           | An Pa-ul         | An Pa-ul         |
| B | Charles Chibana        | Ma Tuan-pin             | Masaši Ebinuma          | Rišad Sabirov           | An Pa-ul         | An Pa-ul         |
| B | Ma Tuan-pin            | Ma Tuan-pin             | Masaši Ebinuma          | Rišad Sabirov           | An Pa-ul         | An Pa-ul         |
| B | Abdul Fahim Fazli      | Arsen Gazarjan          | Rišad Sabirov           | Rišad Sabirov           | An Pa-ul         | An Pa-ul         |
| B | Arsen Gazarjan         | Arsen Gazarjan          | Rišad Sabirov           | Rišad Sabirov           | An Pa-ul         | An Pa-ul         |
| B | Sergio Mattey          | Rišad Sabirov           | Rišad Sabirov           | Rišad Sabirov           | An Pa-ul         | An Pa-ul         |
| B | Rišad Sabirov          | Rišad Sabirov           | Rišad Sabirov           | Rišad Sabirov           | An Pa-ul         | An Pa-ul         |
| C | volný los              | Michail Puljajev        | Michail Puljajev        | Michail Puljajev        | Michail Puljajev | Michail Puljajev |
| C | volný los              | Michail Puljajev        | Michail Puljajev        | Michail Puljajev        | Michail Puljajev | Michail Puljajev |
| C | Hjon Song-čchol        | David Larose            | Michail Puljajev        | Michail Puljajev        | Michail Puljajev | Michail Puljajev |
| C | David Larose           | David Larose            | Michail Puljajev        | Michail Puljajev        | Michail Puljajev | Michail Puljajev |
| C | Sulejman Hamad         | Jésus Gavidia           | Jésus Gavidia           | Michail Puljajev        | Michail Puljajev | Michail Puljajev |
| C | Jésus Gavidia          | Jésus Gavidia           | Jésus Gavidia           | Michail Puljajev        | Michail Puljajev | Michail Puljajev |
| C | Ahmed El-Kawisa        | Ahmed El-Kawisa         | Jésus Gavidia           | Michail Puljajev        | Michail Puljajev | Michail Puljajev |
| C | Muhammad Al-Mašakbeh   | Ahmed El-Kawisa         | Jésus Gavidia           | Michail Puljajev        | Michail Puljajev | Michail Puljajev |
| C | Kengo Takaiči          | Sugoi Uriarte           | Sergiu Oleinic          | Sebastian Seidl         | Michail Puljajev | Michail Puljajev |
| C | Sugoi Uriarte          | Sugoi Uriarte           | Sergiu Oleinic          | Sebastian Seidl         | Michail Puljajev | Michail Puljajev |
| C | Baruch Šmajlov         | Sergiu Oleinic          | Sergiu Oleinic          | Sebastian Seidl         | Michail Puljajev | Michail Puljajev |
| C | Sergiu Oleinic         | Sergiu Oleinic          | Sergiu Oleinic          | Sebastian Seidl         | Michail Puljajev | Michail Puljajev |
| C | Hidajat Hejdarov       | Hidajat Hejdarov        | Sebastian Seidl         | Sebastian Seidl         | Michail Puljajev | Michail Puljajev |
| C | Amu Erčchaoketchu      | Hidajat Hejdarov        | Sebastian Seidl         | Sebastian Seidl         | Michail Puljajev | Michail Puljajev |
| C | Sebastian Seidl        | Sebastian Seidl         | Sebastian Seidl         | Sebastian Seidl         | Michail Puljajev | Michail Puljajev |
| C | Ian Sancho             | Sebastian Seidl         | Sebastian Seidl         | Sebastian Seidl         | Michail Puljajev | Michail Puljajev |
| D | volný los              | Davádordžín Tömörchüleg | Davádordžín Tömörchüleg | Davádordžín Tömörchüleg | Jeldos Žumakanov | Michail Puljajev |
| D | volný los              | Davádordžín Tömörchüleg | Davádordžín Tömörchüleg | Davádordžín Tömörchüleg | Jeldos Žumakanov | Michail Puljajev |
| D | Umed Abdurahimov       | Marko Vukičević         | Davádordžín Tömörchüleg | Davádordžín Tömörchüleg | Jeldos Žumakanov | Michail Puljajev |
| D | Marko Vukičević        | Marko Vukičević         | Davádordžín Tömörchüleg | Davádordžín Tömörchüleg | Jeldos Žumakanov | Michail Puljajev |
| D | Aleksander Beta        | Bence Zambori           | Gevorg Chačatrjan       | Davádordžín Tömörchüleg | Jeldos Žumakanov | Michail Puljajev |
| D | Bence Zambori          | Bence Zambori           | Gevorg Chačatrjan       | Davádordžín Tömörchüleg | Jeldos Žumakanov | Michail Puljajev |
| D | Gevorg Chačatrjan      | Gevorg Chačatrjan       | Gevorg Chačatrjan       | Davádordžín Tömörchüleg | Jeldos Žumakanov | Michail Puljajev |
| D | Siyabulela Mabulu      | Gevorg Chačatrjan       | Gevorg Chačatrjan       | Davádordžín Tömörchüleg | Jeldos Žumakanov | Michail Puljajev |
| D | Colin Oates            | Colin Oates             | Colin Oates             | Jeldos Žumakanov        | Jeldos Žumakanov | Michail Puljajev |
| D | Kemal Amanov           | Colin Oates             | Colin Oates             | Jeldos Žumakanov        | Jeldos Žumakanov | Michail Puljajev |
| D | Andraž Jereb           | Andraž Jereb            | Colin Oates             | Jeldos Žumakanov        | Jeldos Žumakanov | Michail Puljajev |
| D | Bektur Rysmambetov     | Andraž Jereb            | Colin Oates             | Jeldos Žumakanov        | Jeldos Žumakanov | Michail Puljajev |
| D | Hud Zurdani            | Husam Chalfavi          | Jeldos Žumakanov        | Jeldos Žumakanov        | Jeldos Žumakanov | Michail Puljajev |
| D | Husam Chalfavi         | Husam Chalfavi          | Jeldos Žumakanov        | Jeldos Žumakanov        | Jeldos Žumakanov | Michail Puljajev |
| D | Andreas Krasas         | Jeldos Žumakanov        | Jeldos Žumakanov        | Jeldos Žumakanov        | Jeldos Žumakanov | Michail Puljajev |
| D | Jeldos Žumakanov       | Jeldos Žumakanov        | Jeldos Žumakanov        | Jeldos Žumakanov        | Jeldos Žumakanov | Michail Puljajev |